# Frank Lui
Frank Fakaotimanava Lui (19 de noviembre de 1935-9 de julio de 2021) fue un político que se desempeñó como Premier de Niue.

## Biografía
Fue elegido en las elecciones generales de principios de 1993, tomando el relevo del Premier en funciones, Young Vivian, que había sido nombrado tras el fallecimiento tras muchos años de servicio del Premier Sir Robert Rex en diciembre de 1992. Lui fue reelegido en su cargo para un segundo mandato como Premier en 1996, y finalmente perdió su escaño en las elecciones de 1999, y anunció su retiro.